# Американцы (телесериал)
«Американцы» (англ. The Americans) — американский исторический драматический шпионский телесериал, созданный Джо Вайсбергом для канала FX. Разворачивающееся в начале 1980-х годов в период холодной войны, шоу рассказывает об Элизабет (Кери Расселл) и Филипе Дженнингсах (Мэттью Риз), двух советских офицерах КГБ, живущих в пригороде Вашингтона вместе с их детьми Пейдж (Холли Тейлор) и Генри (Кейдрич Селлати). Их сосед Стэн Биман (Ноа Эммерих) — агент ФБР, работающий в контрразведке. Действие первого сезона разворачивается вскоре после инаугурации президента Рональда Рейгана в январе 1981 года, тогда как шестой сезон завершается в декабре 1987 года, вскоре после подписания Договора о ликвидации ракет средней и меньшей дальности.
«Американцы» транслировался с 30 января 2013 по 31 мая 2018 года на канале FX. За время показа шоу получило широкое признание критиков и было признано одной из лучших телепрограмм своей эры. Сериал был удостоен ряда наград, включая четырёх прайм-тайм «Эмми», одного «Золотого глобуса», шести премий Ассоциации телевизионных критиков и четырёх премий «Выбор телевизионных критиков».

## Сюжет
История о сложном браке двух нелегалов КГБ, которые под видом американцев заселяются в пригород Вашингтона сразу после того, как президентом избирают Рейгана. Подставной брак Филиппа и Элизабет с каждым днем становится все более настоящим, несмотря на рост напряжения в холодной войне и опасные отношения с агентурной сетью. Напряжение нарастает, когда выясняется, что сосед Стэн — сотрудник контрразведки ФБР.

## Актёрский состав

### Главные роли
- Кери Расселл — Элизабет Дженнингс[англ.] («Надя» из Смоленска). Нелегалка КГБ, жена Филипа
- Мэттью Риз — Филип Дженнингс[англ.] («Миша» из Тобольска). Нелегал КГБ, муж Элизабет
- Холли Тейлор — Пейдж, дочь Элизабет и Филипа
- Кейдрич Селлати (англ. Keidrich Sellati[1]) — Генри, сын Элизабет и Филипа
- Ноа Эммерих — Стэн Биман[англ.], сосед Дженнингсов, сотрудник контрразведки[англ.] ФБР

### Основной состав
- Коста Ронин — Буров Олег Игоревич, сотрудник резидентуры КГБ в США, сын министра путей сообщения СССР (2 сезон — эпизоды, 3—6 сезон — основной состав, всего 61 серия)
- Лев Горн — Зотов Аркадий Иванович, резидент КГБ в США, позже заместитель начальника Управления «С» (1, 6 сезон — эпизоды, 2—4 сезон — основной состав, всего 51 серия)
- Ричард Томас — Фрэнк Гэад, начальник контрразведки ФБР (1 и 3 сезон — основной состав, 2 и 4 сезон — эпизоды, всего 48 серий)
- Элисон Райт — Марта Хэнсон, секретарь начальника контрразведки ФБР и агент КГБ (1 сезон — эпизоды, 2—4 сезон — основной состав, всего 47 серий)
- Брэндон Дж. Дирден (англ. Brandon J. Dirden) — Деннис Адерхолт, сотрудник контрразведки ФБР (3 сезон — эпизоды, 4—6 сезон — основной состав, всего 43 серии)
- Аннет Махендру — Крылова Нина Сергеевна, сотрудница резидентуры КГБ. Завербована ФБР, осуждена в тюрьме Лефортово, откуда её направили в «шарашку» с агентурным заданием (1 сезон — эпизоды, 2—4 сезон — основной состав, всего 42 серии)
- Сьюзан Миснер — Сандра Биман, жена Стэна (1 и 4 сезон — эпизоды, 2—3 сезон — основной состав, всего 38 серий)[2]
- Марго Мартиндейл — Клаудия, нелегал КГБ, второй и пятый руководитель четы Дженнингсов (1—5 сезон — эпизоды, 6 сезон — основной состав, всего 34 серии)

## В эпизодах
- Дэниел Флаэрти (англ. Daniel Flaherty) — Мэттью Биман, сын Стэна и Сандры (1—5 сезоны, 23 серии)
- Келли АуКойн (англ. Kelly AuCoin) — пастор Тим, настоятель прихода, который посещает Пейдж (все сезоны, кроме 1, 22 серии)
- Коттэр Смит (англ. Cotter Smith) — Заместитель Генерального прокурора США[англ.] (все сезоны, кроме 6, 14 серий)
- Борис Крутоног (англ. Boris Lee Krutonog) — Буров Игорь Павлович, отец Олега и министр путей сообщения СССР (3—6 сезон, 13 серий)
- Лори Холден — Рене, подруга, позже жена Стэна Бимана (5—6 сезон, 12 серий)
- Энтони Аркин (англ. Anthony Arkin[3]) — Ставос (все сезоны, кроме 3, 14 серий)
- Рассел Джонс (англ. Russell G. Jones[4]) — Норм (4—6 сезон, 14 серий)
- Майкл Аронов (англ. Michael Aronov) — Антон Бакланов, похищенный КГБ еврейский эмигрант, работающий над стелс-технологией (2—4 сезон, 12 серий)
- Снежана Чернова (англ. Snezhana Chernova[5]) — Елена Бурова, мать Олега и жена Игоря Павловича (4—5 сезон, 12 серий)
- Сюзи Хант (англ. Suzy Jane Hunt[6]) — Элис, жена пастора Тима (2—5 сезон, 12 серий)
- Джулия Гарнер — Кимберли Бриланд, дочь начальника группы ЦРУ по Афганистану (3—6 сезон, 10 серий)
- Алекс Озеров — Миша Семёнов, сын Миши-Филиппа и Ирины (4—5 сезон, 7 серий)
- Дарья Екамасова — Софья Коваленко, сотрудница ТАСС, которую завербовали Стэн Биман и Деннис Адерхолт (5—6 сезон, 9 серий)
- Маша Боровикова (англ. Masha Borovikova[7]) — мать Надежды (1, 3—4 сезон, 5 серий)
- Кэлли Торн — Тори, любовница Стэна, с которой он познакомился на семинаре Эрхарда (3—4 сезон, 3 серии)

### Сотрудники КГБ
- Олек Крупа — генерал КГБ Виктор Жуков (1 и 5 сезон, 3 серии)
- Питер фон Берг (англ. Peter Von Berg[8]) — Василий Николаевич, резидент КГБ в первом сезоне, далее руководитель «шарашки» (1—4 сезон, 9 серий)
- Фрэнк Ланджелла — Гэбриэл (Семён Андреевич), нелегал КГБ, первый и четвёртый руководитель четы Дженнингсов (3—5 сезоны, 31 серия)
- Вера Чернышёва (англ. Vera Cherny[9]) — Вяземцева (Русланова) Татьяна Евгеньевна, сотрудница резидентуры КГБ (3—6 сезоны, 19 серий)
- Эми Триббей (англ. Amy Tribbey[10]) — Мэрилин, нелегал КГБ, работающая с Элизабет (4--6 сезон, 14 серий)

### Сотрудники ФБР
- Питер Джейкобсон— Вулф, новый руководитель контрразведки ФБР (4--6 сезон, 12 серий)
- Аарон Вейнер (англ. Aaron Roman Weiner[11]) — агент ФБР Брукс (Все сезоны, кроме 5, 18 серий)
- Тодд Фолкнер (англ. Todd Faulkner[12]) — агент Лоиб (Все сезоны, кроме 5, 11 серий)

### Агенты КГБ
- Питер Кендалл (англ. Peter Mark Kendall[13]) — агент КГБ Ханс. В 3 сезоне, помогает чете Дженнингсов в наружном наблюдении (3—5 сезон, 14 серий)
- Карен Питтмен (англ. Karen Pittman) — Лиса, работница авиазавода Northrop, анонимный алкоголик и агент КГБ (2—4 сезон, 7 серий)
- Рахул Кханна — Юсуф Рана, сотрудник разведки Пакистана и агент КГБ (2—3 сезон, 6 серий)
- Дерек Люк — Грегори Томас, наркоторговец и гражданский активист, агент КГБ и любовник Элизабет (3 серии 1 сезона и серия в 6 сезоне)
- Рег Роджерс (англ. Reg Rogers) — Чарльз Дулус, журналист, агент КГБ (1—3 сезон, 4 серии)
- Тим Хоппер (англ. Tim Hopper) — Сэнфорд Принс, агент КГБ, предложивший вербовку полковника ВВС США за 50 000 $ (1—2 сезон, 4 серии)
- Джиллиан Алекси (англ. Gillian Alexy) — Аннелиз, жена замминистра и агент КГБ (1—3 сезон, 4 серии)

### Сезон 1 (2013)

#### Исполнители ролей
- Максимилиано Эрнандес — Крис Амадор, сотрудник ФБР и напарник Стэна

### Сезон 2 (2014)
- Американцы (2-й сезон)[англ.]

#### Исполнители ролей
- Ли Тергесен — Эндрю Ларрик, офицер-спецназовец и агент КГБ (2 сезон, 8 серий)
- Ренн Шмидт (англ. Wrenn Schmidt) — Кейт, нелегал КГБ , третий руководитель четы Дженнингсов
- Джон Кэрролл Линч — Фрэд, агент КГБ на военном заводе, сообщивший о производстве винтов для подводных лодок
- Оуэн Кэмпбелл (англ. Owen Campbell[14]) — Джаред Коннорс, сын четы нелегалов — друзей Элизабет и Филипа
- Эйми Карреро — Люсиа, сотрудница разведки Никарагуа (4 серии)

### Сезон 3 (2015)
- Американцы (3-й сезон)[англ.]

#### Исполнители ролей
- Лоис Смит — Бэтти Тёрнер (женщина-бухгалтер, которая в 9-й серии 3-го сезона пришла поработать ночью в мастерскую, где Элизабет и Филип Дженнингсы «ремонтировали» робота, развозящего документы в здании ФБР). За исполнение этой роли Лоис Смит была номинирована на премии Выбор телевизионных критиков и Gold Derby Awards[англ.]
- Светлана Ефремова (англ. Svetlana Efremova[15]) — перебежчик Зинаида Преображенская, нелегал «Ива» (6 серий)
- Джефферсон Мейс (англ. Jefferson Mays) — Уолтер Таффет, сотрудник Контрольного Управления США (англ. Office of Professional Responsibility), который ведёт расследование дела о подслушивании офиса контрразведки (4 серии)

### Сезон 4 (2016)
- Американцы (4-й сезон)[англ.]

#### Исполнители ролей
- Дилан Бейкер — Виталий Сорокин (Уильям Крэндалл), нелегал КГБ и сотрудник военной биолаборатории
- Рути Энн Майлз (англ. Ruthie Ann Miles) —Янг-Хи Сунг, консультант Mary Kay и жена Дон Сунга. Эмигрантка из Кореи, с которой Элизабет подружилась при поиске подходов к биолаборатории (6 серий)
- Роб Янг (англ. Rob Yang[16]) — Дон Сунг, через которого Элизабет ищет код доступа в биолабораторию (4 серии)
- Алим Кулиев — адвокат Нины Крыловой (2 серии)

### Сезон 5 (2017)
- Американцы (5-й сезон)[англ.]

#### Исполнители ролей
- Ирина Дворовенко — Евгения Морозова, жена Алексея Морозова. Эмигрировала из СССР вместе с супругом и сыном, объект похищения КГБ (10 серий)
- Иван Мок (англ. Ivan Mok[17]) — Туан Эккерт, сотрудник разведки Вьетнама. Приемный сын четы Дженнингсов (10 серий)
- Равиль Исьянов — Руслан, сотрудник ОБХСС (6 серий)
- Олег Штефанко — Анатолий Викторович, начальник отдела КГБ (5 серий)
- Алла Клюка — Екатерина Рыкова, директор универсама в Москве (3 серии)

### Сезон 6 (2018)
- Американцы (6-й сезон)[англ.]

#### Исполнители ролей
- Скотт Коэн — Гленн Хаскард, член делегации Государственного департамента США (6 серий)
- Мириам Шор — Эрика Хаскард, жена Гленна Хаскарда, у которой Элизабет работает сиделкой (6 серий)

## Эпизоды
| Сезон | Сезон | Эпизоды | Оригинальная дата показа | Оригинальная дата показа |
| Сезон | Сезон | Эпизоды | Премьера сезона          | Финал сезона             |
| ----- | ----- | ------- | ------------------------ | ------------------------ |
|       | 1     | 13      | 30 января 2013           | 1 мая 2013               |
|       | 2     | 13      | 26 февраля 2014          | 21 мая 2014              |
|       | 3     | 13      | 28 января 2015           | 22 апреля 2015           |
|       | 4     | 13      | 16 марта 2016            | 8 июня 2016              |
|       | 5     | 13      | 7 марта 2017             | 30 мая 2017              |
|       | 6     | 10      | 28 марта 2018            | 30 мая 2018              |

## Производство

### Концепт
Сериал был задуман Джо Вайсбергом, бывшим агентом ЦРУ. Основная тема картины: жизнь четы Дженнингс — нелегалов КГБ в Вашингтоне в 1980-е годы и их рождённых в США детей. По словам Вайсберга, основной темой сериала является брак: «По своей сути, „Американцы“ — это история о браке. Международные отношения являются лишь аллегорией на отношения между людьми. Порой, когда ты имеешь проблемы в браке или с детьми, чувствуется словно жизнь или смерть. Для Филиппа и Элизабет так зачастую и есть».
В сериале много диалогов на русском языке с английскими субтитрами.

### Съёмочный процесс
Основные съёмки проходили в Нью-Йорке, в студии «Eastern Effects» и Бруклине. После съёмок первой серии в мае-июне 2012 года, с августа канал дал согласие на первый сезон (13 эпизодов). В декабре 2012 года к сериалу присоединилась лауреат премии «Эмми» Марго Мартиндейл в роли нелегала КГБ. Пилотный эпизод в целом был хорошо принят ведущими телевизионными критиками и привлёк к экранам более трёх миллионов зрителей. Несмотря на нормальный старт, на второй неделе трансляции сериал потерял сорок процентов зрительской аудитории, и эпизод наблюдало менее двух миллионов зрителей. Тем не менее, 21 февраля 2013 года канал продлил шоу на второй сезон из 13 эпизодов. Второй сезон транслировался с 26 февраля по 21 мая 2014 года.
31 марта 2015 года FX продлил сериал на четвёртый сезон, который стартовал 16 марта 2016 года. 25 мая 2016 года сериал был продлён сразу на два сезона. 31 мая 2018 года вышла заключительная серия.

## Реакция аудитории
| Сезон | Сезон | Отзывы критиков     | Отзывы критиков  |
| Сезон | Сезон | Rotten Tomatoes     | Metacritic       |
| ----- | ----- | ------------------- | ---------------- |
|       | 1     | 88 % (51 рецензия)  | 78 (35 рецензий) |
|       | 2     | 97 % (37 рецензий)  | 88 (31 рецензия) |
|       | 3     | 100 % (53 рецензии) | 92 (23 рецензии) |
|       | 4     | 99 % (45 рецензий)  | 95 (28 рецензий) |
|       | 5     | 93 % (38 рецензий)  | 94 (19 рецензий) |
|       | 6     | 99 % (24 рецензии)  | 92 (18 рецензий) |

### Отзывы
За время показа сериал получил признание и неоднократно признавался одним из лучших.
Американский институт киноискусства включил сериал в десятку лучших телесериалов 2013, 2014, 2015, 2016 и 2018 годов.
Директор Службы внешней разведки Российской Федерации Сергей Нарышкин назвал сериал «карикатурой», комментируя личные отношения между главными героями.

## Международное вещание
Международный показ шел по каналам Network Ten в Австралии, FX Canada в Канаде, RTÉ Two в Ирландии, ITV в Великобритании и РЕН ТВ в России.